# 桑博山
14°11′4″S 70°51′43″W / 14.18444°S 70.86194°W
桑博山（Sambo），是秘魯的山峰，位於該國南部普諾大區的梅爾加省，處於韋科山和克爾瓦科塔山西南面，屬於安第斯山脈中韋爾卡努塔山脈的一部分，海拔高度約5,200米。